# Тематичний апперцептивний тест
Темати́чний апперцепти́вний тест (англ. Thematic Apperception Test) — тест, що належить до проєктивних методик. Також відомий, як тест тематичної апперцепції і ТАТ. В середині 30-х років XX ст. розроблений Генрі Мюрреєм і Крістіаною Морган. Принцип психологічної проєкції був обґрунтований Мюрреєм в книзі «Дослідження особистості» (1935). 
Застосовується для виявлення тих особливостей особистості, що проявляються в соціальному середовищі і в соціальних стосунках.
1. особливості позиції особистості (діюча, споглядальна, пасивна);
2. особливості інтерперсональних зв'язків (симпатії, антипатії, прив'язаності);
3. переважаючі тенденції;
4. способи дії (способи організації дії, особливості практичного мислення, способи рішення життєвих задач);
5. динамічний бік особистості (ритм її діяльності, емоційна лабільність, реактивність)[2].

Існує дорослий варіант тесту (ТАТ) та дитячий (САТ) набір. Розроблено модифікований варіант методики РАТ (Л.М. Собчик).

## Структура і вимоги ТАТ
Повний тест являє набір з декількох (від 6 до 30) чорно-білих картинок ситуаційного типу, які по черзі пред'являються респонденту. Для тесту підібрані спеціальні картинки, де зображені ситуації відповідають двом основним вимогам. При достатньо чітких і яскравих зображеннях предметів і дійових осіб самі по собі композиції цих ситуацій є в той же час об'єктивно невизначеними, що не допускають однозначного тлумачення. При сприйнятті таких картин у випробуваного створюється своєрідна ілюзія досконалої ясності картини: чіткі зображення одразу визначають сферу дій респондента, його середовище і напрямки реакції, але в той же час невизначеність композиції (що виключає однозначне і однакове рішення) змушує його тлумачити картини по-своєму. Випробуваний в кожне тлумачення вкладає свої знання, свій індивідуальний досвід, свій спосіб дії і свої оцінки.
У відношенні кожної з пропонованих картин він повинен у вільному оповіданні:
1. описати те, що, на його думку, відбувається на картині (тобто в даний момент),
2. розповісти, що, на його думку, сприяло виникненню даній ситуації (що її породило);
3. передбачити, що станеться надалі;
4. розповісти про почуття та переживання зображених осіб;
5. описати думки людей[2].

## Особливості ТАТ
Від інших тестів ТАТ відрізняється тим, що ґрунтується на проявах індивідуальних особливостей динамічного ладу особистості і, маючи в основі досить певні стимули, дає в той же час необмежену свободу вибору напряму дії. Наприклад, на відміну від тесту Роршаха, що працює за схемою «невизначений подразник (пляма) — певний образ» (де саме сама невизначеність стимулу штовхає на його організацію) схему ТАТ можна виразити як «певний стимул — вільна відповідь». Відповідь по ТАТ саме вільна і не обмежена ніякими обмеженнями. У тесті Роршаха відповідь завжди обмежена рамками образу, і процес відповідної реакції по суті закінчується описом створеного образу. У ТАТ, навпаки, ясний з самого початку образ викликає нічим не обмежений ланцюг асоціацій.
Встановлено, що таке вільно спрямоване асоціювання найкращим чином виявляє і особливості поведінки і систему вчинків, за якими в звичайному житті ми найчастіше судимо про характерні (переважно комунікативних і динамічних) рисах особистості, про її властивості та особливості.
Матеріал, отриманий в результаті інтерпретації картин, може бути оброблений за різними принципами і допускає постановку різних експериментальних завдань
Так, Томкінс спеціально розробив систему, де в балах обчислюються всі можливі співвідношення показників і кожному співвідношенню заздалегідь дана оцінка. Слабким місцем такого підходу є те, що критерій тієї чи іншої оцінки може з'явитися сам по собі вельми довільним або, навпаки, якщо він жорстокий, то може виконати роль «прокрустового ложа» для цінного індивідуально-різноманітного матеріалу. Наприклад, коли за норму приймається розповідь в 300 слів і відхилення вважається ненормальним, то можуть пройти непоміченими такі цінні якості особистості, як лаконічність і точність суджень
Інший принцип Мюррей обґрунтував як принцип «пошуку заданого». Наприклад, в експериментальному матеріалі шукають прояв парних якостей агресивності або схильності до оборони, маніакальності або депресії, оптимізму або песимізму тощо.

## Інтерпретація результатів ТАТ

### Категорія «Відхід»
Відходом називається поведінка випробуваного, спрямована на ухилення від необхідних відповідей. Відхід слід відрізняти від відмови. При відході випробуваний замінює справжні відповіді шляхом підстановки інших відповідей. Вони бувають навмисними і неусвідомленими. Розрізняють 4 основні варіанти відходу.
1. Описовий варіант. У цьому випадку із всієї 5-частинної схеми розповіді (моменту, зображеного на картині, витоків, результату, думок, емоцій) випробуваним використовується тільки 1 момент, тобто дається лише опис зображеного. Воно може бути або надмірно деталізованим, із згадкою кожній подробиці, або дуже коротким.
2. Варіант формальної побудови сюжету (без наповнення його конкретним змістом). У цьому випадку випробуваний створює тільки каркас сюжету, не доповнюючи його ні зримими образами, ні судженнями, ні характеристиками.
3. Підмінюючий варіант. Випробуваний замість створення власного сюжету підбирає схематично подібний до зображеного готовий матеріал — літературний твір, сценарій кінофільму, історичний епізод, радіопередачу(інші мови) чи телевізійну трансляцію тощо.
4. Розгалужений варіант. У цьому випадку сюжет респондент створює, однак він намагається при кожному його повороті дати максимальну кількість найрізноманітніших варіантів.

Відхід від правильних відповідей може мати місце по відношенню до всіх картинам або вибірково до деяких.
- боязні випробування, «боязні тесту», ознака установки на приховування своїх інтересів, цілей,  мотивів;
- утрудненості спілкування, неконтактності;
- інтелектуальної обмеженості (бідності інтелектуальних ресурсів);
- зниженої здатності до інтеграції.

Відхід як реакція на окремі картинки може означати як неприйняття ситуації внаслідок повного незнання її (чуже середовище і сфера), так і неприйняття ситуації внаслідок її значущості. У цьому випадку зазначена реакція свідчить про те, що ситуація неприємна і є відображенням витіснення, що вже сталося.

### Категорія «Позиція персонажів»
Та чи інша життєва позиції — це прийняття місця того чи іншого персонажа на зображенні в особистих або суспільних відносинах, ототожнення себе із зображеним обличчям. Позиція є відправною точкою для вирішення життєвих завдань і конфліктів. Так, спрямованість на зміну ситуації, на активний вихід з неї, на її розвиток або попередження розвитку спостерігається при дієвій позиції, і навпаки, пасивність і бездіяльність, надання діяти іншим — при пасивній позиції. Погляд з боку як третьої особи, яка не бере участі в ситуації, але спостерігає і приймає однаково всі результати, характерно для споглядальної позиції. Спрямованість на знищення, руйнування, входження в конфлікт — вираз агресивної позиції. Всі види позиції є прямими показниками відповідних тенденцій особистості. Всі вони дають матеріал до вирішення питань про способи дії особистості. Загальними ознаками, що свідчать про те, що людиною прийнята якась позиція, є міркування випробуваного з боку тільки однієї особи (в картинках з кількома дійовими особами), а також високий ступінь емоційності висловлювань.

### Категорія «Солідаризація»
Солідаризація розглядається як розуміння якої-небудь особи, поділ його поглядів, співчуття цій особі і співучасть у його переживаннях. Випробуваний може не приймати позиції особи (тобто не ототожнювати себе з ним), але тим не менше його якості і властивості будуть імпонувати випробуваному. Звичайно ці якості випробуваний прямо називає.

### Категорія «Відступи від сюжетної лінії»
Ознакою даної категорії є раптова зміна напрямку розповіді, відволікання випадковою асоціаціацією (що виходить із зони звичних асоціацій). Розрізняються відступу довідкові та меморіальні.
Довідкові відступи — показники схильності до резонерства. Меморіальні — показники егоцентричності.

### Категорія «Помилки сприйняття»
Помилкою сприйняття вважається називання, але не вигадування і додавання предметів не того типу і виду, що зображені на малюнку. Помилки сприйняття — ознака домінування міцних установок, ознака порушеного балансу між зовнішніми і внутрішніми моментами, що визначають особливості сприйманого образу (зсув у бік внутрішніх тенденцій).

### Категорія «Кількість деталей»
Значна кількість деталей, взятих з картини, оцінюється як схильність до «польової поведінки». І навпаки, мала кількість деталей картини, використовуваних для побудови розповіді, характеризує самостійність особи, його незалежність і в той же час знижену увагу до навколишнього.

### Категорія «Загальний час розповіді»
Тривалі (без пауз) розповіді по всім картинкам характеризують багату уявою і асоціаціями сферу свідомості, схильність до фантазії. Вибірково тривала розповідь (на 1 картинку) говорить про те, що ситуація і сюжет, які побачив випробуваний, захопили його. Паузи понад 30 с (в середині розповіді) — показники афективних реакцій. В цілому всі тимчасові характеристики, їх баланс і співвідношення подають відомості про динамічний бік особистості.

### Процедура експерименту
До початку досліду досліджуваний не повинен знати ні про систему показників, ні про критерії оцінки тесту. Картки тесту пред'являються випробуваному в послідовності, відображеної номером окремої картки. Випробуваному дається інструкція, що складається з 5 частин:
1. опишіть ситуацію, що ви бачите на цій картинці;
2. що, на вашу думку, сприяло виникненню ситуації, що їй передувало;
3. що, на вашу думку, станеться далі;
4. які думки у людей, зображених на картинці;
5. які почуття відчувають дійові особи.

Усі відповіді реєструються в первісний протокол (без оцінок) і, по можливості, дослівно (запис ведеться на чистому аркуші паперу).
Порядок обробки експериментального матеріалу:
1. Всі судження, відповіді та опису, внесені в первинний протокол, аналізують з метою розподілу їх за відповідними рубриками вторинного (стандартного) протоколу (див. додатки 1, 2, 3).
2. При обробці конкретні відповіді випробуваного зіставляються з поясненнями, даними в тесті.
3. Із загального числа відповідей і з їх зіставлень (збіг, суперечність) виводиться структура проєкції.
4. На підставі прямої більшості відповідей небудь категорії встановлюється конкретна психологічна тенденція особистості.
5. Складається загальний висновок про особистості. Він повинен містити судження про середовище, в якому переважно орієнтується особистість, дані про зміст свідомості, позиції, дані про динамічний ладі особистості, про емоційної і вольової сфері, про способи дії, укладення про окремі якості особистості та її спрямованості.

Основна увага експериментатора при обробці тесту повинна бути звернена на обґрунтування остаточного висновку, на його доказову сторону.